# جیغ (فرنچایز)
جیغ (به انگلیسی: Scream) یک فرنچایز اسلشر ترسناک آمریکایی است که شامل شش فیلم، یک سریال تلویزیونی، کالا و بازی‌ها است. این سری بیش از ۷۴۰ میلیون دلار در گیشهٔ جهانی درآمد داشته‌است. مجموعه‌فیلم توسط کوین ویلیامسون ساخته شده‌است که نویسنده دو فیلم نخست و فیلم چهارم است. چهار فیلم اول توسط وس کریون کارگردانی شدند. ارن کروگر فیلم سوم را نوشت. فیلم‌های اخیر توسط مت بتینلی-اولپین و تایلر گیلت کارگردانی شده‌اند و گای بوسیک و جیمز وندربیلت به عنوان نویسنده و ویلیامسون به عنوان تهیه‌کنندهٔ اجرایی بازمی‌گردند. باب و هاروی واینستین به عنوان تهیه‌کنندهٔ اجرایی در چهار فیلم اول و گری باربر به عنوان تهیه‌کنندهٔ اجرایی در فیلم پنجم خدمت کردند. نو کمبل، کورتنی کاکس، دیوید آرکت، و راجر ال. جکسون که صداپیشگی قاتلان مختلف شبح‌چهره یا گوست‌فیس (Ghostface) را بر عهده دارد، همگی در پنج فیلم اول بازی کرده‌اند و کاکس و جکسون نقش‌های خود را برای فیلم ششم تکرار کرده‌اند. ملیسا باررا، جنا اورتگا، میسون گودینگ و جاسمین ساوی براون در پنجمین فیلم به این فرنچایز پیوستند و همگی برای ششمین فیلم بازگشتند.

## طرح داستان
مجموعه‌فیلم (تا فیلم چهارم) داستان سیدنی پرسکات (با بازی نو کمبل) و مبارزه‌اش با قاتلی ملقب به «گوست‌فیس» را دنبال می‌کند که برای تعقیب و کشتن قربانیان خود، ظاهر شبح‌مانند را به کار می‌گیرد. سیدنی با حمایت از سوی دیویی رایلی، پلیس شهر و خبرنگار روزنامه گیل وترز و رندی میکس علاقه‌مند به فیلم، همراه با سایر دوستان، شرکای عاشقانه و آشنایان خود روبرو می‌شود که وقایع این سری را تغییر می‌دهند. از فیلم پنجم به بعد، تمرکز روی دختر بیلی لومیس، سامانتا کارپنتر، و خواهرش، تارا قرار می‌گیرد که به دلیل ارتباط با قاتلان اصلی مورد هدف قرار می‌گیرند. آنها همراه با دوستانشان و برخی از بازماندگان اصلی (از جمله سیدنی، گیل، دیویی و کربی)، باید با قاتلان جدید گوست‌فیس با انگیزه‌هایی که گاهی اوقات ممکن است به فیلم‌های «Stab» در جهان داخل فیلم مرتبط باشد، مبارزه کنند.

## ساختار
بازیگران فرنچایز معمولاً با هر قسمت تغییر می‌کنند، به جز چند استثنا: جیمی کندی و لیو شرایبر در هر یک از سه فیلم اول ظاهر می‌شوند، در حالی که اسکیت اولریش در قسمت اول و پنجم، مارلی شلتن در قسمت چهارم و پنجم و هیدن پنیتیر در فیلم‌های چهارم و ششم ظاهر می‌شود. علاوه بر این، هتر ماتارازو در فیلم‌های سوم و پنجم و نانسی اودل در فیلم‌های دوم، سوم و چهارم ظاهر می‌شوند. درو بریمور پس از حضور در صحنه آغازین فیلم اول و در پوستر آن، به شدت با این فرنچایز مرتبط است، که بسیاری از بازیگران برجسته را نیز به خود جلب کرده‌است که در تک‌فیلم به‌عنوان بازیگران مکمل یا کامئو ظاهر می‌شوند، از جمله: متیو لیلارد، رز مک‌گوآن، هنری وینکلر، جیدا پینکت اسمیت، عمر اپس ، دوین مارتین، تیموتی اولفینت، لاری میت کالف، جری اوکانل، سارا میشل گلار، هدر گراهام، پاتریک دمپسی، پارکر پوزی، دئون ریچموند، کری فیشر، روری کالکین، دیلن مینت و بسیاری دیگر.
اولین فیلم، جیغ، در ۲۰ دسامبر ۱۹۹۶ اکران شد و تا زمان اکران هالووین  (۲۰۱۸) به پرفروش‌ترین فیلم اسلشر جهان تبدیل شد. دومین فیلم، جیغ ۲، در ۱۲ دسامبر ۱۹۹۷ اکران شد که کمتر از یک سال از فیلم اول گذشته بود. قسمت سوم، جیغ ۳، در ۴ فوریه ۲۰۰۰ منتشر شد و در اصل فصل پایانی این مجموعه بود. یازده سال بعد، این فرنچایز با قسمت چهارم یا عنوان جیغ ۴ احیا شد که در ۱۵ آوریل ۲۰۱۱ منتشر شد. یک مجموعه تلویزیونی آنتولوژی که شخصیت‌ها و تنظیمات جدید را دنبال می‌کرد، به مدت سه فصل از سال ۲۰۱۵ تا ۲۰۱۶ از ام‌تی‌وی و وی‌اچ‌وان در سال ۲۰۱۹ پخش شد. قسمت پنجم از مجموعه فیلم در ژانویه ۲۰۲۲ منتشر شد که در ۲۰۱۹ با فیلم‌سازان بتینلی-اولپین و ژیلت برای کارگردانی، بوسیک و وندربیلت برای فیلمنامه و خالق اصلی ویلیامسون به عنوان تهیه‌کننده اجرایی، وارد مرحله توسعه شد و اولین قسمت از مجموعه‌فیلم را نشان می‌دهد که توسط وس کریون کارگردانی نمی‌شود که در سال ۲۰۱۵ درگذشت. در فوریه ۲۰۲۲ تأیید شد که قسمت ششم این مجموعه در حال توسعه است.
فیلمنامه اصلی ویلیامسون برای اولین فیلم توسط میرامکس خریداری شد و تحت عنوان دایمنشن فیلمز توسط باب و هاروی واینستین توسعه یافت که کریون را برای کارگردانی استخدام کردند. کریون به نوبه خود آهنگساز مارکو بلترامی را برای موسیقی فیلم به خدمت گرفت. این تیم در تمام فیلم‌های این مجموعه شرکت کرد، اگرچه ویلیامسون به دلیل تعهدش به پروژه‌های دیگر مجبور شد نقش کوچک‌تری در جیغ ۳ ایفا کند و ایرن کروگر جایگزین او به عنوان فیلمنامه‌نویس شد. کروگر همچنین بازنویسی‌هایی فرعی برای جیغ ۴ ارائه کرد. کریون بر سر سری با انجمن تصاویر متحرک آمریکا درگیری پیدا کرد و به دلیل کشتار دبیرستان کلمباین و تمرکز بر خشونت در رسانه‌ها، مجبور شد خشونت را در جیغ ۳ کاهش دهد. جیغ به دلیل استفاده از بازیگرانِ شناخته‌شده و معروفش که در آن زمان برای فیلم‌های اسلشر غیر معمول بود، قابل توجه شد.

## فیلم‌ها
| فیلم  | تاریخ انتشار   | کارگردان                      | فیلمنامه‌نویس              | تهیه‌کننده                                 |
| ----- | -------------- | ----------------------------- | ------------------------- | ----------------------------------------- |
| جیغ   | ۲۰ دسامبر ۱۹۹۶ | وس کریون                      | کوین ویلیامسون            | کتی کنراد و کری وودز                      |
| جیغ ۲ | ۱۲ دسامبر ۱۹۹۷ | وس کریون                      | کوین ویلیامسون            | وس کریون، کتی کنراد و ماریان مدالنا       |
| جیغ ۳ | ۴ فوریه ۲۰۰۰   | وس کریون                      | ایرن کروگر                | کتی کنراد، کوین ویلیامسون و ماریان مدالنا |
| جیغ ۴ | ۱۵ آوریل ۲۰۱۱  | وس کریون                      | کوین ویلیامسون            | وس کریون، ایا لابونکا و کوین ویلیامسون    |
| جیغ ۵ | ۱۴ ژانویه ۲۰۲۲ | مت بتینلی-اولپین و تایلر گیلت | جیمز وندربیلت و گای بوسیک | ویلیام شراک، جیمز واندربیلت و پل نینشتاین |
| جیغ ۶ | ۳۱ مارس ۲۰۲۳   | مت بتینلی-اولپین و تایلر گیلت | جیمز وندربیلت و گای بوسیک | ویلیام شراک، جیمز واندربیلت و پل نینشتاین |

## بازخورد
جیغ (۱۹۹۶)، جیغ ۲ و جیغ (۲۰۲۲) مورد تحسین منتقدان قرار گرفتند، در حالی که جیغ ۳ پاسخ متفاوت‌تری دریافت کرد. جیغ ۴، آخرین فیلم کریون، عموماً به عنوان بازگشتی به فرم برای این مجموعه تلقی می‌شد و در سال‌های پس از آن مورد ارزیابی مجدد مثبت قرار گرفته‌است. اولین فیلم در اواخر دهه ۱۹۹۰ با ترکیب یک فیلم اسلشر سنتی با طنز، شخصیت‌های آگاه از کلیشه‌های فیلم ترسناک و طرحی هوشمندانه، احیای ژانر وحشت را احیا کرد. این فیلم یکی از پرفروش‌ترین فیلم‌های سال ۱۹۹۶ بود و به پرفروش‌ترین فیلم اسلشر جهان تبدیل شد، افتخاری که هالووین در سال ۲۰۱۸ از آن پیشی گرفت. موفقیت آن با جیغ ۲ برابر شد، که نه تنها رکوردهای گیشهٔ آن زمان را شکست، بلکه از نظر برخی منتقدان برتر از نسخهٔ اصلی بود. جیغ ۳، هم از نظر انتقادی و هم از نظر مالی بدتر از فیلم‌های قبلی خود عمل کرد و بسیاری از منتقدان اظهار داشتند که این فیلم به نوع فیلم ترسناکی تبدیل شده‌است که در ابتدا در جیغ و جیغ ۲ تقلید می‌شد، در حالی که دیگران آن را به خاطر تکمیل موفقیت‌آمیز سه‌گانهٔ فیلم تحسین کردند. جیغ ۴ همچنین نقدهای متفاوتی دریافت کرد، که عمدتاً استفاده از کلیشه‌های فیلم ترسناک در آن نقد شد، اگرچه بسیاری آن را یک پیشرفت نسبت به نسخهٔ پیشین خود می‌دانستند. این مجموعه فیلم دریافت کننده جوایز متعددی از جمله جایزه ساترن بهترین بازیگر نقش اول زن و جایزه سینمایی ام‌تی‌وی برای بهترین بازیگر در یک فیلم برای کمپبل و جایزه ساترن برای بهترین فیلم ترسناک برای جیغ بوده‌است.